# Битка код Лана
Битка код Лана вођена је 9-10. марта 1814. године између француске војске са једне и руско-пруске војске са друге стране. Део је Наполеонових ратова тј. Рата шесте коалиције, а завршена је савезничком победом.

## Битка
Након битке код Крана (7. март), шлеска армија (око 100.000 Пруса и Руса) под Блихером се повлачи на висоравни код Лана. Наполеон је са око 37.000 људи прешао у напад 9. марта, али је одбијен. Напад је поновио и наредног дана. Такође је завршен неуспехом. Због тога се 11. маја повукао ка Соасону. Французи су изгубили 4500, а савезници 4000 људи.